# Dépêche d'Ems

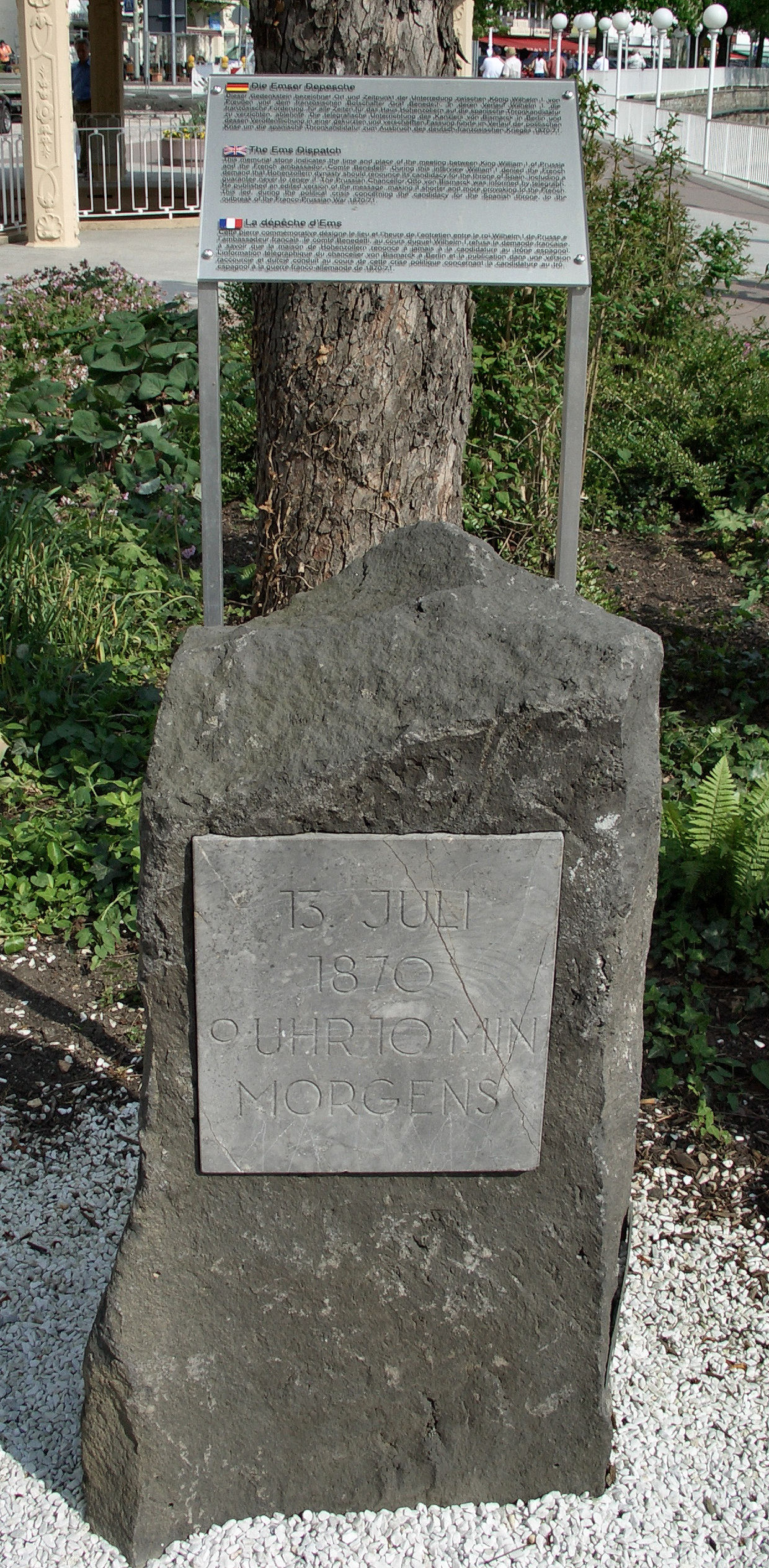
Monument commémoratif de l'entretien entre le roi de Prusse et le comte Benedetti, à Bad Ems, le 13 juillet 1870 à du matin.

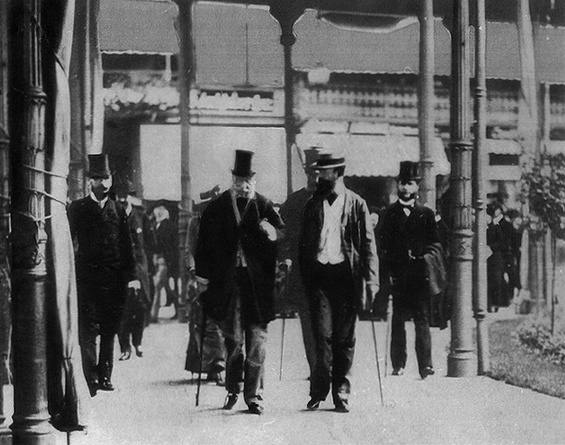
Le roi Guillaume de Prusse à Bad Ems, le 13 juillet 1870.

La dépêche d'Ems est un imbroglio diplomatique qui a servi de prétexte pour engager la guerre franco-allemande de 1870 : il s'agit principalement d'un télégramme officiel envoyé le 13 juillet 1870 par le chancelier Otto von Bismarck à toutes les ambassades, en s'inspirant d'un article publié la veille par le Deutsche Allgemeine Zeitung sur un très court dialogue entre le roi de Prusse Guillaume Ier et l’ambassadeur de France à Berlin.
Pour apaiser les craintes d'encerclement de la France, le prince allemand Léopold de Hohenzollern-Sigmaringen, sur les conseils du roi de Prusse, retirait le 12 juillet sa candidature au trône d'Espagne, à la suite de la demande de l'ambassadeur de France, le comte Benedetti, envoyé auprès du roi de Prusse, en cure à Bad Ems. Par le biais de son ambassadeur, la France demanda également au roi de Prusse d'assurer qu'il n'y aurait plus jamais d'autres candidatures provenant de Prusse. Guillaume lui rétorqua qu'un tel engagement ne pouvait se prendre dans l'absolu. Ajoutant courtoisement qu'il « n'a plus rien d'autre à dire », il en réfère à Bismarck, qui en informe la presse, puis les diplomates étrangers de manière trompeuse. La « dépêche d'Ems », émise par ce dernier, met de l'huile sur le feu en éludant volontairement le retrait de la candidature allemande. Elle déclenche des manifestations nationalistes dans les deux pays. À Paris, les vitres de l'ambassade de Prusse sont brisées. Le Corps législatif vote les crédits de guerre dès le 15 juillet.
Ce télégramme a été précédé par quatre brefs récits de ce dialogue :
- un 1er télégramme privé, rassurant, du roi de Prusse au chancelier prussien Bismarck ;
- un court article, alarmiste, du Deutsche Allgemeine Zeitung, orchestré par Bismarck ;
- une dépêche de la Correspondance du Nord-Est signalant l'article ;
- une dépêche de l'Agence continentale allemande, diffusée par l'Agence Havas à ses clients français.

Une erreur de traduction par les Français a également aggravé la présentation alarmiste suggérant un incident diplomatique de grande ampleur : alors que Adjutant signifie, en allemand, « aide de camp », il fut traduit par « adjudant », suggérant que le roi de Prusse a congédié l'ambassadeur de manière vexatoire, et ce, par le biais d'un subalterne.

## Le contexte médiatique et politique

### La ruse de Bismarck
Alors que la France est censée être la victime de l'incident diplomatique allégué par la dépêche d'Ems, c'est le chancelier prussien Bismarck qui en est la source, le rédacteur et l'expéditeur. Conscient de la supériorité militaire prussienne, désireux d'unir les États allemands derrière lui, il souhaite que la France déclare la guerre, pour placer la Prusse dans le rôle de l'agressée. Bismarck a l'appui d'une partie de la presse allemande et de l'Agence Continentale, qu'il contrôle indirectement depuis 1865. Grâce au baron von Werther, l'ambassadeur de Prusse à Paris, il connaît les sentiments bellicistes d'une partie de la presse française, dont il va jouer.

### L'affaiblissement d'Émile Ollivier
Le Premier ministre français Émile Ollivier cherche quant à lui une occasion d'unir l'opinion derrière lui, car il est affaibli par la démission en avril des ministres du centre gauche, Napoléon Daru et Louis Buffet. Le climat politique est par ailleurs tendu depuis l'assassinat le 10 janvier, par Pierre Bonaparte, du journaliste Victor Noir. Ses obsèques, suivies le 12 janvier par plus de cent mille personnes, ont engendré une agitation contre le Second Empire. Henri Rochefort, directeur du journal La Marseillaise, où travaillait Victor Noir, croupit en prison depuis février, avec onze autres salariés du journal et passe pour un martyr. Ses partisans sont actifs dans les manifestations de rue au moment de la dépêche d'Ems. Il est important de souligner que l'opposition républicaine au régime impérial tend à se renforcer depuis au moins 1865.

### Le souvenir de la bataille de Sadowa
La bataille de Sadowa, perdue en juillet 1866 par l'Autriche face à la Prusse, est restée en France une mauvaise surprise, chargée « d'un profond contenu affectif »[réf. nécessaire]. « Dans la presse, à la tribune de l'Assemblée, on a si souvent et si fortement reproché au Second Empire d'être resté passif en face de la victoire prussienne, on a si souvent déploré les conséquences désastreuses de cette passivité, que l'opinion, peu à peu, s'est prise à considérer Sadowa comme une véritable défaite de la France, comme un second Waterloo »[réf. nécessaire]. « Depuis Sadowa , écrit dans Le Figaro Francis Magnard[source insuffisante] — qui raille d'ailleurs ce sentiment —, il est admis que nous avons à l'orgueil national une plaie béante et saignante ». La bataille de Sadowa avait provoqué d'énormes pertes chez les agents de change qui avaient vendu à découvert le marché obligataire, deux d'entre eux, Doyen et Porché, ayant fait faillite : le 5 juillet 1866, le cours de l'emprunt français à 3 % avait bondi de 64,40 francs à 70, soit une progression de presque 9 % en une seule journée et celui de l'emprunt italien à 5 %, de 42,60 à 70, soit une progression de 64 % en une seule séance. Plus généralement, le marché financier français était fragilisé depuis 1867 par une série de faillites bancaires et par une fièvre immobilière.

## L'enchaînement des événements

### Déclaration de Bismarck le 2 juillet
La candidature de Léopold de Hohenzollern-Sigmaringen au trône d'Espagne, abandonné par la reine Isabelle en 1868, est perçue par le gouvernement de Napoléon III comme un encerclement diplomatique. En février 1870, les négociations avec le roi de Prusse permirent de retirer cette candidature.
Mais le 2 juillet, Bismarck la réactive publiquement, et l'annonce dans une déclaration, en profitant de l'absence du roi de Prusse. Aussitôt, la presse bonapartiste française s’enflamme, reprochant au gouvernement Ollivier, d'avoir réduit le contingent militaire de 10 000 hommes.

### Déclaration de Gramont le 6 juillet et agitation médiatique
Le 6 juillet 1870, le ministre des Affaires étrangères français Agénor de Gramont prononce à l'assemblée un discours belliciste. Plus d’une dizaine de journaux l'approuvèrent : Le Gaulois, Le Figaro, L'Univers, Le Correspondant, Le Constitutionnel, Le Pays, Le Soir, La Presse, L’Opinion nationale, Le Moniteur universel et La Liberté. Le 7 juillet, dans un éditorial intitulé « La guerre », le quotidien Le Pays écrit : « Cette affaire qui eût été sans importance il y a dix ans est la goutte d’eau qui fait déborder notre calice trop plein d’amertume (…) Ou la Prusse retirera ses prétentions, ou elle se battra ». Même agressivité pour le quotidien Le Gaulois : « S’il faut choisir une fois encore entre la patrie amoindrie, réduite, et la guerre, nous n’hésitons pas ! ». Napoléon III obtient le soutien du tsar de Russie et de plusieurs autres cours européennes.
Au contraire, Le Temps se désole d’une « espèce de fureur » qui s’est emparée de la presse et d'autres journaux dénoncent une déclaration de guerre intempestive : Le Français, Le Temps, Le Siècle, Le Réveil, L'Électeur libre, Le Public, Le Rappel, L'Avenir national et La Revue des deux Mondes, selon Stéphane Audoin-Rouzeau.

### Départ de l'ambassadeur de France pour Ems le 9 juillet
À Berlin, le secrétaire d’État prétend ne pas savoir où joindre Bismarck. Envoyé par l’ambassadeur de France, le comte Benedetti se rend à Ems le 9 juillet, où le roi de Prusse prend les eaux. Il le prie de parler au prince Léopold de Hohenzollern-Sigmaringen, qui retire officiellement sa candidature le 12 juillet. Bismarck est pris à contre-pied et menace de démissionner si le roi de Prusse reçoit une fois encore Benedetti. Le ministre français des Affaires étrangères Agénor de Gramont ne se satisfait pas de la déclaration de Léopold de Hohenzollern-Sigmaringen. Il demande à Benedetti de solliciter une nouvelle audience auprès du Roi de Prusse, pour exiger un engagement à ne jamais présenter de nouvelle candidature. Guillaume Ier l'accoste au lieu-dit la « Promenade des sources » et lui dit : « Vous en savez plus que moi. Quand je connaîtrai les conditions du renoncement, je vous reverrai. ».

## Les différentes versions de la dépêche d'Ems

### Le télégramme du roi de Prusse
L'épisode de la dépêche d'Ems a été raconté par Bismarck dans ses mémoires, bien entendu à son avantage. Le roi de Prusse fait envoyer par son conseiller diplomatique Heinrich Abeken, le jour même du 13 juillet, à 15 h 10, un télégramme à Bismarck, qui est à Berlin. C'est un résumé de ce qui s'est dit. Par égard pour Bismarck, le conseiller diplomatique lui donne la possibilité d'en faire lui-même l'annonce officielle :
| texte allemand extrait des Gedanken und Erinnerungen von Otto v. Bismarck - Stuttgart 1898 (p. 87 & 88) | texte français extrait des Pensées et Souvenirs par le prince de Bismarck (traduit par E. Jaeglé) - Paris 1899 - (t. II p. 104) |
| --- | --- |
| « Seine Majestät schreibt mir : „Graf Benedetti fing mich auf der Promenade ab, um auf zuletzt sehr zudringliche Art von mir zu verlangen, ich sollte ihn autorisiren, sofort zu telegraphiren, daß ich für alle Zukunft mich verpflichtete, niemals wieder meine Zustimmung zu geben, wenn die Hohenzollern auf die Candidatur zurück kämen. Ich wies ihn zulezt etwas ernst zurück, da man à tout jamais dergleichen Engagements nicht nehmen dürfe noch könne. Natürlich sagte ich nicht, daß ich noch nichts erhalten hätte und, da er über Paris und Madrid früher benachrichtigt sei als ich, er wohl einsähe, daß mein Gouvernement wiederum außer Spiel sei.“ Seine Majestät hat seitdem ein Schreiben des Fürsten bekommen. Da Seine Majestät dem Grafen Benedetti gesagt, daß er Nachricht vom Fürsten erwarte, hat Allerhöchst-derselbe, mit Rücksicht auf die obige Zumuthung, auf des Grafen Eulenburg und meinem Vortrag beschloßen, den Grafen Benedetti nicht mehr zu empfangen, sondern ihm nur die durch einen Adjutanten sagen zu lassen : daß Seine Majestät jetzt vom Fürsten die Bestätigung der Nachricht erhalten, die Benedetti aus Paris schon gehabt, und dem Botschafter nichts weiter zu sagen habe. Seine Majestät stellt Eurer Excellenz anheim, ob nicht die neue Forderung Benedetti’s und ihre Zurückweisung sogleich sowohl unsern Gesandten, als in der Presse mitgetheilt werden sollte. » | « Sa Majesté m’écrit : « Le comte Benedetti m’a arrêté au passage à la promenade pour me demander finalement, d’une manière très indiscrète, de l’autoriser à télégraphier aussitôt à l’empereur que je m’engageais pour l’avenir à ne jamais plus donner mon consentement, si les Hohenzollern revenaient sur leur candidature. Je finis par refuser assez sévèrement, attendu qu’on ne devait ni ne pouvait prendre de pareils engagements à tout jamais. Je lui dis naturellement que je n’avais encore rien reçu et puisqu’il était, par la voie de Paris et de Madrid, informé plus tôt que moi, il voyait bien que mon gouvernement était de nouveau hors de cause. » Sa Majesté a depuis reçu une lettre du prince. Comme Sa Majesté avait dit au comte Benedetti qu’elle attendait des nouvelles du prince, elle a résolu, sur la proposition du comte Eulenbourg et la mienne, de ne plus recevoir le comte Benedetti, à cause de sa prétention, et de lui faire dire simplement par un aide de camp que Sa Majesté avait reçu du prince confirmation de la nouvelle que Benedetti avait déjà eue de Paris, et qu’elle n’avait plus rien à dire à l’ambassadeur. Sa Majesté laisse à Votre Excellence le soin de décider si la nouvelle exigence de Benedetti et le refus qui lui a été opposé ne doivent pas être aussitôt communiqués tant à nos ambassades qu’aux journaux. » |

### Bismarck rédige une version «condensée»
À Berlin, Bismarck dîne avec deux généraux prussiens : Moltke, chef des armées, et Roon, ministre de la Guerre. Le repas se déroule sans entrain. Il semble que le piège allemand ait été déjoué car un journal parisien titre en première page « La Prusse cane ! ». Bismarck envisage sérieusement de démissionner, ce qui lui attire les reproches amers des deux généraux : ils se sentent abandonnés.
Il est 18 heures quand lui parvient le télégramme chiffré du conseiller diplomatique du roi de Prusse. Bismarck le lit à ses invités. Puis il demande à Moltke si l’armée serait prête à entrer en campagne et s’il croit possible de vaincre la France. Moltke se dit certain d’une victoire et précise que, s’il y a une guerre, il est beaucoup plus avantageux de la commencer au plus tôt.
Alors Bismarck rédige pour tous les ambassadeurs une version « condensée » (selon ses propres termes) du télégramme, dont il retire les passages apaisants. L'information la plus importante, le renoncement allemand à la couronne d'Espagne, est complètement absente de la version condensée du télégramme, entièrement centrée sur l'éventuel incident diplomatique, c'est-à-dire le fait que le roi de Prusse n'ait pas parlé à l'ambassadeur.
| texte allemand extrait des Gedanken und Erinnerungen von Otto v. Bismarck - Stuttgart 1898 (p. 90 & 91) | texte français extrait des Pensées et Souvenirs par le prince de Bismarck (traduit par E. Jaeglé) - Paris 1899 - (t. II p. 108) |
| --- | --- |
| « Nachdem die Nachrichten von der Entsagung des Erbprinzen von Hohenzollern der kaiserlich französischen Regierung von der königlich spanischen amtlich mitgeteilt worden sind, hat der französische Botschafter in Ems an Seine Majestät den König noch die Forderung gestellt, ihn zu autorisieren, daß er nach Paris telegraphiere, daß Seine Majestät der König sich für alle Zukunft verpflichte, niemals wieder seine Zustimmung zu geben, wenn die Hohenzollern auf ihre Candidatur wieder zurückkommen sollten. Seine Majestät der König hat es darauf abgelehnt, den französischen Botschafter nochmals zu empfangen, und dem selben durch den Adjutanten vom Dienst sagen lassen, daß Seine Majestät dem Botschafter nichts weiter mitzutheilen habe. » | « La nouvelle du renoncement du prince héritier de Hohenzollern a été officiellement communiquée au gouvernement impérial français par le gouvernement royal espagnol. Depuis, l’ambassadeur français a encore adressé à Ems, à Sa Majesté le Roi, la demande de l’autoriser à télégraphier à Paris, que Sa Majesté le Roi, à tout jamais, s’engageait à ne plus donner son consentement si les Hohenzollern devaient revenir sur leur candidature. Sa Majesté le Roi là-dessus a refusé de recevoir encore l’ambassadeur français et lui a fait dire par l’aide de camp de service que Sa Majesté n’avait plus rien à communiquer à l’ambassadeur. » |

Dans ses Gedanken und Erinnerungen (t. II, p. 91 & Pensées et souvenirs, t. II p. 108 & 109), Bismarck précise :

« Je lus à mes deux hôtes la rédaction qui condensait la dépêche. Moltke fit alors la remarque : « Voilà qui sonne tout autrement maintenant ; auparavant on eût cru entendre battre la chamade, à présent c’est comme une fanfare en réponse à une provocation. » « (So hat das einen andern Klang, vorher klang es wie Chamade, jetzt wie einen Fanfare in Antwort auf eine Herausforderung ») ». Je crus devoir ajouter ceci : « Ce texte n’apporte aucune modification, ni aucune addition à la dépêche. Si, exécutant le mandat de Sa Majesté, je le communique aussitôt aux journaux, et si en outre je le télégraphie à toutes nos ambassades, il sera connu à Paris avant minuit. Non seulement par ce qu’il dit, mais aussi par la façon dont il aura été répandu, il produira là-bas sur le taureau gaulois l’effet du drapeau rouge (Eindruck rothen Tuches auf den gallischen Stier machen)… Le succès dépend cependant avant tout des impressions que l’origine de la guerre provoquera chez nous et chez les autres. « Il est essentiel que nous soyons les attaqués » (« es ist wichtig, daß wir die Angegriffenen seien »). »

Le terme allemand Adjutant, employé par le roi et par Bismarck, signifie « aide de camp » (en accord avec le Littré, le français « aide » vient du latin adjutum).

### La dépêche de l'Agence continentale, incorrectement rédigée
Bismarck contrôle l'Agence continentale, financée depuis 1865 par son ami le banquier Gerson von Bleichröder. Celle-ci télégraphie le 13 juillet, très tard dans la soirée, à sa partenaire l’Agence Havas une dépêche qui reprend strictement, dans son premier paragraphe, les termes du télégramme que Bismarck enverra le lendemain aux ambassadeurs. La dépêche est ensuite diffusée par l'Agence Havas à ses clients français, avec un second paragraphe, donnant la version du roi de Prusse. Elle porte la signature « service télégraphique Havas-Bullier », comme le veut l'accord d'échanges d'information entre les deux agences. Ce second paragraphe a selon les historiens été très probablement rédigé de Paris à partir d'informations obtenues du ministère des Affaires étrangères, informé par Benedetti le 13 juillet à 19 heures, mais qui ne fera aucun commentaire le lendemain lorsqu'il sera questionné par le quotidien La Patrie.

« Berlin, 14 juillet - On mande d’Ems. Après que la renonciation du prince Léopold de Hohenzollern eut été communiquée au gouvernement français par le gouvernement espagnol, l’ambassadeur de France demanda de nouveau au roi de l’autoriser à télégraphier à Paris que le roi de Prusse s’engageait à ne jamais donner de nouveau son consentement dans le cas où le prince des Hohenzollern reviendrait sur sa candidature. Le roi refusa de recevoir de nouveau l’ambassadeur de France et lui fit dire par l’adjudant de service que Sa Majesté n’avait plus rien à lui communiquer. »

« D’après d’autres informations d’Ems, le Roi aurait fait dire à M. Benedetti qu’il avait approuvé hautement la renonciation de son cousin au trône d’Espagne et qu’il considérait, dès lors, tout sujet de conflit comme écarté. »

C'est le second paragraphe de la dépêche qui donne l'information importante : le roi de Prusse a approuvé la renonciation de son petit-cousin Léopold au trône d’Espagne et considère « dès lors tout sujet de conflit comme écarté ». L'Agence continentale aurait normalement dû commencer sa dépêche par cette information, en vertu du principe de découpage de l'information par priorité. Elle l'a en fait relégué au second paragraphe, en utilisant le conditionnel, sans donner la raison de ce conditionnel. L'information était pourtant étayée par le recoupement auprès d'autres sources d'information, anonymes mais parfaitement identifiées, à Ems, en application des principes de vérification des faits et de protection des sources d'information des journalistes. Et le vocabulaire à la fois précis et catégorique : la renonciation allemande « hautement » approuvée et « tout sujet » de conflit « écarté ».
La dépêche a préféré mettre l'accent, dans le premier paragraphe, sur l'accumulation de cinq détails mineurs relatés au passé simple et présentés comme constituant un incident diplomatique : insistance de l'ambassadeur, courtoisie extrême de sa démarche, refus par le Roi de recevoir, mention que le Roi n'a plus rien à lui communiquer et recours à un adjutant de service pour le dire.

### L'erreur de traduction
Ce dernier détail — le recours à un adjutant de service pour éconduire l'ambassadeur — a donné lieu à une erreur de traduction, adjutant étant un faux-ami : un « Adjutant » est un officier d'État-major dans les armées allemandes alors qu'il s'agit d'un sous-officier en France. Ce premier paragraphe ne donne pas la raison pour laquelle le roi n'a pas reçu l'ambassadeur, préférant suggérer, laisser entendre, que c'est par désir de vexation.

## Les réactions

### Les manifestations de rue des 13 et 14 juillet
En France comme en Allemagne, cette conversation courtoise dans les allées du parc d'une station thermale sera présentée comme un incident diplomatique par une partie de la presse. De violentes manifestations de rue, les émeutes nationalistes des 13 et 14 juillet 1870 ont lieu à Berlin puis à Paris. Au soir du 13 juillet, Bismarck fait distribuer gratuitement dans les rues de Berlin plusieurs milliers d'exemplaires d'un numéro spécial de la Deutsche Allgemeine Zeitung, son organe de presse officiel, afin de donner sa version de ce qui s'est passé à Ems,.
Le texte s'appuie sur une caricature présentant l'ambassadeur de France harcelant le roi de Prusse sur son lieu de cure thermale, en exigeant que le retrait de la candidature prussienne au trône d'Espagne soit suivie d'un engagement à ne jamais recommencer. D'autres journaux de Berlin publièrent à partir de 22 heures des éditions spéciales, pour décrire à leur tour la scène. Le 14 juillet, lendemain de ces manifestations, Bismarck envoie sa circulaire aux ambassadeurs partout en Europe. Les manifestations de la veille les ont conditionnés, pour influer sur leur lecture des faits.
Le lendemain aussi, le journal du soir La France donne la réponse française à la Deutsche Allgemeine Zeitung, comme il en avait déjà l'habitude depuis le mois de mai, chacune des deux publications dénonçant un activisme militaire de l'autre puissance. La France affirme dans cette édition du 14 juillet au soir que le gouvernement français s'apprête à réagir par une déclaration de guerre à l'incident diplomatique, ce qui déclenche des manifestations à Paris. La foule s'en prend à l'ambassade de Prusse, dont les vitres sont cassées. Le ministre de la Guerre rappelle les réservistes, le soir même. Cette dramatisation est précédée par un Conseil des ministres où il avait pourtant été décidé, par huit voix contre quatre, que si le roi de Prusse ne souhaitait pas s’engager pour l’avenir, on ne pousserait pas plus loin l’affaire. Mais cette information n'est pas publiée. Le numéro de La France diffusé le soir même laisse au contraire entendre qu'on s'achemine vers une déclaration de guerre, ce qui galvanise les manifestants.

### Les éditoriaux contradictoires de la presse française
La réaction en France varie en fonction des journaux et des partis politiques. Dans la soirée du 14 juillet, le quotidien parisien La France révèle que les ministres se sont réunis dans l'après-midi aux Tuileries autour d'Émile Ollivier, qu'ils y étaient encore à 15 h 30, pour rédiger une déclaration concluant à la guerre, demandant que le contingent militaire soit porté à 140 000 hommes. Le journal précise qu'une dépêche chiffrée de l'ambassadeur Benedetti devait arriver vers 16 h 30, et que le gouvernement attendra de l'avoir déchiffrée pour faire officiellement sa déclaration de guerre, le lendemain. Mais déjà les partisans de la guerre s'emballent. Dans la soirée du 14 juillet une « foule immense envahit les boulevards » en criant « À bas Bismarck ! » et « Au Rhin, Au Rhin ! », rapporte Le Constitutionnel. La dépêche Havas-Bullier, reçue dans la journée, est encore inconnue : la plupart des quotidiens sont imprimés dans la nuit et ne pourront la publier que le lendemain 15 juillet. Le lendemain justement, le journal La Liberté a déjà une opinion tranchée :

« Si la Prusse refuse de se battre, nous la contraindrons à coups de crosse dans le dos à repasser le Rhin et à vider la rive gauche. »

Plus prudent, le Journal des Débats en appelle au contraire au sang-froid du gouvernement, en espérant qu'il reviendra sur ses projets de guerre. Il ne lui demande qu'une chose :

« Ne pas se laisser émouvoir par les clameurs des partis extrêmes. »

Même son de cloche pour le quotidien Le Constitutionnel :

« Quand on veut la paix, les problèmes de forme trouvent aisément la solution nécessaire »

### La polémique au Parlement
C'est dans ce climat qu'éclate dès le 15 juillet à l'assemblée nationale une polémique violente, déclenchée immédiatement par le discours d'Émile Ollivier, protégé de l'empereur Napoléon III et Premier ministre officieux du gouvernement :

« Je tiens bien à le préciser : il peut arriver qu'un roi refuse de recevoir un ambassadeur. Ce qui est blessant, c'est le refus intentionnel, divulgué dans des suppléments de journaux (La Gazette officielle de Berlin), dans des télégrammes adressés à toutes les cours d'Europe. »

Adolphe Thiers lui répond :

« Que tout le monde en juge… Ce n'est pas pour les intérêts essentiels de la France, c'est par la faute du cabinet que nous avons la guerre. »

Aussitôt, 83 députés menés par Adolphe Thiers, Emmanuel Arago et Gambetta, qui s'opposent à la guerre, demandent qu'on leur communique toutes les pièces diplomatiques, pour savoir ce qui s'est vraiment passé et ce que désire vraiment le roi de Prusse. Finalement, la majorité requise des deux chambres s'oppose à la demande de l'opposition que soient dévoilés au public le télégramme de Bismarck et les autres pièces diplomatiques. La majorité réclame l'étouffement de l'affaire et la guerre est déclarée.

## Chronologie
L'enquête de l'historien belge Jean Stengers, basée sur les documents datant de juillet 1870, en particulier les articles des quotidiens, a donné un exact compte rendu du déroulement de l'affaire.
- 1868 : abandon du trône d'Espagne par la reine Isabelle.
- 21 juin 1870 : candidature du prince allemand Léopold de Hohenzollern-Sigmaringen au trône d'Espagne.
- 2 juillet 1870 : déclaration de Bismarck[réf. nécessaire]
- 6 juillet 1870 : discours belliciste du ministre des Affaires étrangères Agénor de Gramont.
- 9 juillet 1870 : ami personnel de Napoléon III, Vincent Benedetti est envoyé en tant qu’ambassadeur de France à Ems.
- 12 juillet 1870 : le roi de Prusse retire officiellement la candidature de Leopold.
- 13 juillet 1870 : Vincent Benedetti sollicite une nouvelle audience, il est éconduit[2].
- 13 juillet 1870, à 15 h 10[19] : Heinrich Abeken, conseiller diplomatique du roi de Prusse télégraphie à Bismarck un compte rendu de la discussion entre le roi et Benedetti.
- 13 juillet à 19 h : le ministère des Affaires étrangères reçoit un télégramme de Benedetti[9].
- 13 juillet 1870 en début de soirée : Bismarck dîne avec le général Helmuth von Moltke, chef des armées prussiennes et le ministre de la guerre. Il prend leur avis.
- 13 juillet 1870 à 22 h[20] : Bismarck fait distribuer gratuitement à Berlin plusieurs milliers d'exemplaires d'une édition spéciale de la Deutsche Allgemeine Zeitung.
- 13 juillet à 23 h 45, sur les grands boulevards : manifestation dans les rues de Paris[20], avec 700 étudiants arrivant à Petite Bourse, dans le quartier de l'Opéra, relatée par le correspondant du Journal de Bruxelles[21], marquant le début des émeutes nationalistes des 13 et 14 juillet 1870.
- 13 juillet à minuit : le chargé d'affaires de France à Berlin, Le Sourd, avisé par un télégramme de Benedetti, contenant moins que la dépêche Havas[9].
- 14 juillet : Bismarck envoie sa circulaire aux ambassadeurs partout en Europe.
- 14 juillet : le ministère des Affaires étrangères français ne fait aucun commentaire lorsqu'il est questionné par le quotidien La Patrie[9].
- 14 juillet 1870 : la Correspondance du Nord-Est[22] de Lubomir Gadon (lt) diffuse à Paris une traduction exacte de ce qui a été publié dans la nuit par la Deutsche Allgemeine Zeitung, utilisant l'expression « a demandé » pour Benedetti alors qu'Havas a écrit « a exigé », une éventuelle faute de traduction. Seule une partie de la presse parisienne était abonnée à la Correspondance du Nord-Est[9].
- 14 juillet au soir : une « foule immense envahit les boulevards » en criant « À bas Bismarck ! » et « Au Rhin, Au Rhin ! ».
- fin juillet : la France, déjà engagée outre-mer, n'a mobilisé que 280 000 hommes face à des Prussiens deux fois plus nombreux[19].